# Stay on These Roads (singolo)
Stay on These Roads è una canzone pop, incisa nel 1988 dal gruppo musicale norvegese degli a-ha e facente parte dell'album omonimo. Autori del brano sono i componenti del gruppo Magne Furuholmen, Morten Harket e Paul Waaktaar-Savoy.
Il singolo, prodotto da Alan Tarney e pubblicato su etichetta Warner Music, raggiunse il primo posto delle classifiche in Norvegia e il terzo in Francia.

## Testo
(Stay on These Roads  (1988))
Il protagonista del brano si augura di incontrare sulla propria strada la donna della sua vita, così da scacciare il "freddo" che c'è dentro il suo cuore.

## Tracce

### 45 giri[2]
1. Stay on These Roads – 4:50 (Magne Furuholmen - Morten Harket - Paul Waaktaar-Savoy)
2. Soft Rain of April (Original mix) – 3:12

### 45 giri maxi[2]
1. Stay on These Roads – 6:12 (Magne Furuholmen - Morten Harket - Paul Waaktaar-Savoy)
2. Soft Rain of April (Original Mix) – 3:12

### CD maxi
1. Stay on These Roads – 4:48 (Magne Furuholmen - Morten Harket - Paul Waaktaar-Savoy)
2. Stay on These Roads (Original Mix) – 3:17 (Magne Furuholmen - Morten Harket - Pål Waaktaar-Savoy)
3. Take on Me – 3:49
4. Cry Wolf – 4:04

## Video musicale
Il video musicale di Stay on These Roads fu diretto da Andy Morahan.
Nel video musicale si vedono dei motociclisti attraversare una spiaggia innevata, intervallati dalle immagini degli a-ha che eseguono il brano.

## Classifiche
| Classifica  | Posizione massima | Nr. di settimane |
| ----------- | ----------------- | ---------------- |
| Austria     | 11                | 14               |
| Belgio      | 10                | 9                |
| Francia     | 3                 | 19               |
| Germania    | 7                 | 15               |
| Italia      | 4                 |                  |
| Norvegia    | 1                 | 13               |
| Paesi Bassi | 10                | 11               |
| Svezia      | 17                | 2                |
| Svizzera    | 10                | 13               |

## Cover
Una cover del brano è stata incisa da Mason Tyler.